# インターナショナル・ビアカップ
インターナショナル・ビアカップ（英語: The International Beer Cup）は、日本地ビール協会が主催して開催されているビールのコンペティション。1996年から毎年開催されており、2013年以前はインターナショナル・ビアコンペティションだった。
日本で開催されるコンペティションであるが、日本国内のビールおよび地ビールのみではなく、日本国外のビールも審査対象としている。
審査は毎年8月か9月に行われ、表彰式はジャパン・ビアフェスティバルで行われる。

## 金賞受賞ビール
| カテゴリー     | ブルワリー（国、地域）                       | 銘柄                                 |
| -------------- | -------------------------------------------- | ------------------------------------ |
| ライトラガー   | シュタイヤーブラウ（オーストラリア）         | GOESSER ICE BEER                     |
| ダークラガー   | 宮下酒造 （日本、岡山市）                    | 独歩シュバルツ                       |
| ライトエール   | フルセイルブリューイング（アメリカ合衆国）   | フルセイル・インディア・ペールエール |
| ダークエール   | ポータランドブリューイング（アメリカ合衆国） | マックターナハン・エール             |
| Specialty Beer | マイゼル・ビール醸造所（ドイツ、バイロイト） | MAISEKS WEISSE                       |

| カテゴリー     | ブルワリー（国、地域）                       | 銘柄（スタイル）          |
| -------------- | -------------------------------------------- | ------------------------- |
| ライトラガー   | 久米桜麦酒（日本、伯耆町）                   | 大山Gビール（ピルスナー） |
| ダークラガー   | 飯田ビール（日本）                           | いいだビール（ボック）    |
| ライトエール   | 濱地酒造（日本）                             | 博多地ビール杉能舎        |
| ダークエール   | 木内酒造（日本、那珂市）                     | 常陸野ネストビール        |
| Specialty Beer | ローグエール（アメリカ合衆国、ニューポート） | 蝦夷麦酒                  |

| カテゴリー                  | ブルワリー（国、地域）                         | 銘柄（スタイル）                                     |
| --------------------------- | ---------------------------------------------- | ---------------------------------------------------- |
| イングリシュ・ライトエール  | 那須高原ビール（日本、那須町）                 | 那須高原ビール・スコティシュエール                   |
| イングリシュ・ダークエール  | 瓢湖屋敷の杜ブルワリー（日本、阿賀野市）       | スワンレイク・ポーター（ポーター）                   |
| ジャーマンエール            | 上州森のビール（日本、吉岡町）                 | 森の悪魔（アルトビール）                             |
| ジャーマンライトラガー      | 該当なし                                       | 該当なし                                             |
| ジャーマンダークラガー      | ボストン・ビール社（アメリカ合衆国、ボストン） | サミュエル・アダムズ（ダブルボック）                 |
| ヴァイスビール              | ヤマトブルワリー（日本、大和高田市）           | 倭王ハクギン（ヴァイツェン）                         |
| アメリカンエール            | 瓢湖屋敷の杜ブルワリー（日本、阿賀野市）       | スワンレイク・アンバースワンエール（アンバーエール） |
| アメリカンラガー            | 該当なし                                       | 該当なし                                             |
| フルーツビール              | 木内酒造（日本、那珂市）                       | 常陸野ネストビール・ホワイトエール                   |
| スモーク/酒イーストビール   | エチゴビール（日本、新潟市）                   | 吟醸ビール                                           |
| ベルジャン/スペシャルビール | ヤッホーブルーイング（日本、軽井沢町）         | 軽井沢高原ビール・ワイルドファレスト                 |

| カテゴリー                  | ブルワリー（国、地域）                     | 銘柄                                 |
| --------------------------- | ------------------------------------------ | ------------------------------------ |
| イングリシュ・ライトエール  | 那須高原ビール（日本、那須町）             | 那須高原ビール・イングリッシュエール |
| イングリシュ・ダークエール  | 那須高原ビール（日本、那須町）             | 那須高原ビール・スタウト             |
| ジャーマンエール            | 該当なし                                   | 該当なし                             |
| ジャーマンライトラガー      | プロヴィデンス・ブルワリー（日本、室蘭市） | 室蘭ビール・ピルスナー               |
| ジャーマンダークラガー      | 該当なし                                   | 該当なし                             |
| ヴァイスビール              | こがねフード（日本、沼津市）               | こがねビール・ヴァイツェン           |
| アメリカンエール            | T.Y.Harbor（日本、東品川）                 | ペールエール                         |
| アメリカンラガー            | 該当なし                                   | 該当なし                             |
| フルーツビール              | ポッカビアワークス（日本、名古屋市）       | ビアワークスエール・チェリー         |
| スモーク/酒イーストビール   | 該当なし                                   | 該当なし                             |
| ベルジャン/スペシャルビール | 龍神酒造（日本、館林市）                   | オゼノユキドケ・ホワイトヴァイツェン |

2000年以降はスタイルごとに細分化され、100種類の各スタイルごとに賞を定めている（上記のように該当なしのスタイルもある）。